# Gabriel Miró

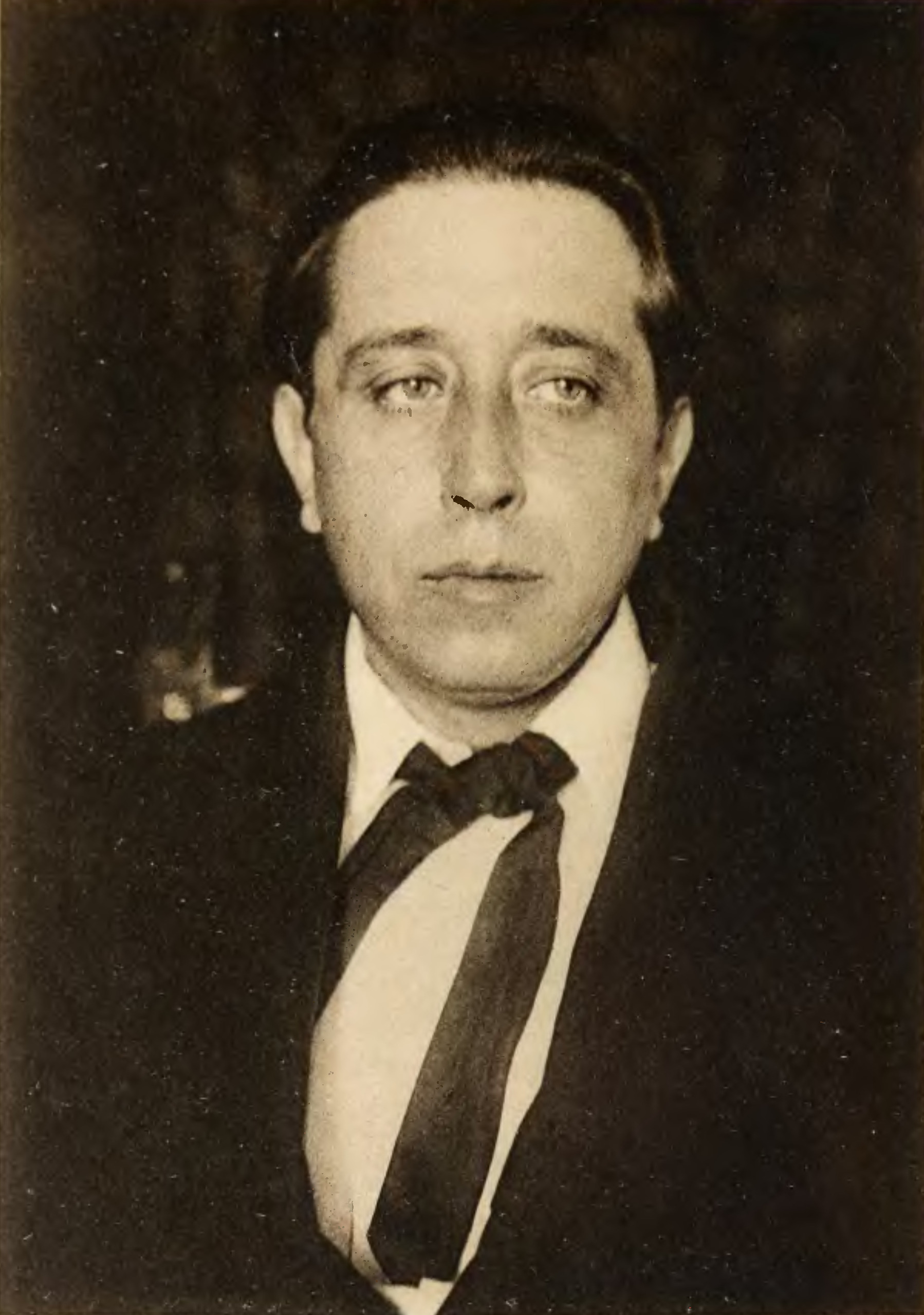
Gabriel Miró.

Gabriel Miró Ferrer, känd som Gabriel Miró, född den 28 juli 1879 i Alicante, Spanien, död den 24 maj 1930 i Madrid, var en spansk modernistisk författare.

## Biografi
Miró var son till en offentliganställd ingenjör. Han studerade mellan 1887 och 1892 tillsammans med sin bror John vid Jesuit College of Santo Domingo i Orihuela, där han fick sitt första litterära pris för en skoluppsats med titeln arbete En picknick. I oktober 1895 började han studera juridik vid universitetet i Valencia och universitetet i Granada, där han tog examen 1900. 
Han fokuserade dock mera på att skriva romaner, men också på att som krönikör  samarbeta med ett stort antal tidningar som: El Heraldo, Los Lunes, El Imparcial, ABC och El Sol. Det rika och poetiska språket, de filosofiska och teologiska idéer, och den subtila ironin är några av de viktigaste egenskaperna för hans verk. Miró föredrog att fokusera på den intima världen hos hans karaktärer och dess utveckling, i de inre relationerna mellan allt i deras omgivning och hur de utvecklas med tiden.
Ricardo Gullón har beskrivit Mirós berättelser som lyriska romaner. De ägnar mer uppmärksamhet åt uttryck av känslor och förnimmelser än den enkla handlingen att beskriva händelser. 

## Författarskap
Miró är författare till mer än 20 romaner. De flesta kritiker tror att Mirós litterära mognad börjar med Las cerezas del Cementerio (1910), vars handling kretsar kring den tragiska kärleken mellan en känslig ung man, Félix Valdivia, och en äldre kvinna (Beatriz) och presenteras - med en atmosfär av vällust och lyrisk intimism på teman erotik, sjukdom och död.
År 1915 publicerade han El abuelo del rey, en roman som berättar historien om tre generationer av en liten levantinsk stad, för att presentera, och inte utan lite ironi, kampen mellan tradition och utveckling, trycket från omgivning, och framför allt, en meditation om tid.
Ett år senare publicerades, Figuras de la Pasión del Señor (1916-1917), som är sammansatt av en serie scener om de sista dagarna i Jesu liv. År 1917 började Miró också sina självbiografiska verk med Libro de Sigüenza, där Sigüenza är inte bara heteronym eller alter ego av författaren, utan författarens egna lyriska jag, vilket ger enheten för scenerna som boken innefattar.
El humo Dormido (1919) är en av Mirós mest personliga böcker och innehåller olika självbiografiska ögonblick. Där blandar författaren reflektioner över ämnen som barndom, liv, död, vänskap, oskuld, fantasi, tro och skönhet. Dessa är också de viktigaste ämnena för hans litterära verk som helhet. I Anos y Leguas (1928) där han återvänder till sin karaktär Sigüenza som huvudperson, är av liknande karaktär.
År 1921 avslutade han två böcker: El Angel, El Molino, El Caracol del faro, en bok med scener, och romanen Nuestro Padre San Daniel, som är en del av en serie med El obispo Leproso (1926). Båda utspelas i den levantinsk staden Oleza, en reflektion av Orihuela, i den sista tredjedelen av 1800-talet. Staden, nedsänkt i letargi, ses som ett mikrokosmos av mystik och sensualitet, där karaktärerna pendlar mellan sina naturliga böjelser och socialt förtryck, och intolerans och religiöst motstånd mot framsteg som de är utlämnade till.